# Ángeles San José
Ángeles San José (Madrid 11 de agosto de 1961) es una pintora española con una larga trayectoria expositiva complementada por la obtención de numerosas becas y premios.

## Trayectoria profesional
Licenciada en Bellas Artes en la Facultad de Bellas Artes de la Universidad Complutense de Madrid en 1984, inició su carrera artística exponiendo en la galería Machón de Madrid, su obra en los inicios era matérica que irá evolucionando hacia soluciones más intimistas. Influenciada por el pintor alemán Gerard Richter.

San José utiliza la pintura de una forma muy personal aunando esta con la fotografía y el dibujo para la construcción de imágenes monocromas a partir del empleo de los mínimos elementos. San José trabaja de un modo serial  tanto en sus obras pictóricas como fotográficas.  Su pintura ofrece sutiles  matices en el tratamiento específico del color y la materia, con valores que revelan las diferencias en su gradación cromática y su densidad.
En palabras de la historiadora Marta González Orbegozo, las obras de San José son «pinturas (.resinadas?), fotografías (.darregotipadas?)», que inciden en la ambigüedad que caracteriza sus imágenes. Una obra sosegada que reflexiona acerca de los límites de la representación y en la que la experiencia del tiempo depositado, acumulado en cada proyecto, adquiere una presencia material que subraya el carácter procesual de la propuesta.

## Becas
1984  Beca de Pintura. Ayllon. 
En el año 1985 recibe la Beca de Investigación del FPI, estas son becas que se conceden a un grupo de investigación para un proyecto I+D+I concreto dentro del Plan Nacional Español. 
1985-1989  Dibujo. I Certamen de Arte Joven. Ayuntamiento de Madrid.
1985  Pintura. Segundo Premio. Segundo Salón de Pintura Joven de Madrid.
1985-1990  II Premio, Tercera Bienal Ciudad de Albacete.
1991  Beca BANESTO de Artes Plásticas.
1995  Beca de Pintura, ENDESA. Madrid.

## Exposiciones

### Individuales
Inició su carrera expositiva con la galería Machón de Madrid en el año 1989, con dicha galería expuso en los primeros Arcos. En años posteriores continuó exponiendo en dicha galería realizando exposiciones individuales en los años 1991, 1993, 1996, 1998, 2001, 2003, 2004, 2007,  paralelamente realizó  exposiciones individuales en Barcelona en las galerías Alcolea y Alejandro de Sales, así como en el País Vasco en la galería Trayecto de Vitoria en los años 1994 y 1996. Desde el año 2011, expone frecuentemente en la galería Adora Calvo de Salamanca.

### Colectivas
Desde los años ochenta, la obra de Ángeles San José ha estado presente en relevantes muestras colectivas de carácter internacional: Galerie Wirth (Zúrich, Suiza, 1990); Centro Atlántico de Arte Moderno (Las Palmas, 1996); Museo Reina Sofía (Madrid, 2004); “Auga Doce”, GAIAS (Santiago de Compostela 2014), así como en ferias de arte contemporáneo como ARCO, Art Basel, Art Taipei, Art Moscow, Arte Santander.

## Obras en museos y colecciones
Museo de Ayllon. Segovia.
Ayuntamiento de Madrid.
Fundación Caixa de Pensiones. Barcelona.
Ayuntamiento de Pamplona.
Museo Provincial de Teruel.
Museo de Albacete.
Colección del Banco de España. Madrid.
Museo de Vitoria. Colección Dobe. Zúrich, Suiza.
Colección Wirth. Zúrich. Suiza 
Fundación Suñol
Comunidad Autónoma de Madrid.
Museo de Arte Contemporáneo, Madrid.
Colección Testimoni. LA CAIXA. Barcelona
Museo Jose Luis Cuevas, México.
Colección Caja Madrid. Madrid.
Colección Los Bragales. Santander.